# Lobophytum latilobatum
Lobophytum latilobatum is een zachte koraalsoort uit de familie Alcyoniidae. De koraalsoort komt uit het geslacht Lobophytum. Lobophytum latilobatum werd in 1971 voor het eerst wetenschappelijk beschreven door Verseveldt. 